# Узкотелая златка дубовая вершинная
Узкотелая златка дубовая вершинная (лат. Agrilus angustulus) — вид жуков-златок.

## Описание
Длина тела взрослых насекомых (имаго) 3,5—6,5 мм. Тело со спинной стороны зелёное, бронзово-зелёное, синее. Развиваются на дубе, буке, конском каштане.

## Распространение
Среди прочего обитают на территории Швеции и Португалии, Европейской части России (вплоть до лесной зоны на севере), Украине.

## Синонимы
В синонимику вида входят следующие биномены:
- Buprestis angustulus Illiger, 1803
- Agrilus angustatus Petri, 1885
- Agrilus gyllenhali Schilsky, 1891
- Agrilus laetefrons Mannerheim, 1837
- Buprestis olivaceus Gyllenhal, 1808
- Agrilus pavidus Gory & Laporte, 1839
- Agrilus rugicollis Ratzeburg, 1837
- Agrilus viridis Stephens, 1830